# 백론
《백론》(百論, 산스크리트어: Śata śāstra 샤타 샤수트라)은, 용수(龍樹)의 제자인 제바(提婆)에 의해 저술되었다고 전하는 불교 논서이다. 제바(提婆)가 지은 짧은 본문에 바수(婆藪)가 해석을 붙였으며 후진(後秦) 홍시(弘始) 6년(404년)에 쿠마라지바(鳩摩羅什, Kumarajiva)가 장안(長安)에서 한역하였다.
《중론》(中論), 《십이문론》(十二門論)과 함께 삼론종(三論宗)의 소의경전의 하나이다. 

## 개요
용수의 《중론》을 받는 형태로 인도 힌두교 철학 6파의 논을 백 가지 종류의 게(偈)를 통해 반박하는 형식의 구성을 취하고 있다. 
쿠마라지바의 제자 승조(僧肇)에 따르면 쿠마라지바가 《백론》을 한역할 당시 원본의 전반부 10품만을 번역하고 후반부 10품은 불필요하여 번역하지 않았다고 한다. 또한 20개 각각의 품이 다섯 개의 송으로 구성되어 있어 모두 100개의 송이 되기 때문에 《백론》이라는 이름이 붙었다고 한다. 그러나 한역을 살펴보면 송의 숫자가 분명하지 않고, 산스크리트어본과 티베트어역본도 전해지지 않기 때문에 《백론》의 원전 구성은 분명하지 않다.
《백론》의 주석서로는 여러 종류가 있었으나 현재에는 수(隋)의 길장(吉藏)이 지은 『백론소(百論疏)』 3권만 전한다.

## 구성
이 논은 10품으로 구성되어 있으며, 불교의 입장을 대변하는 내(內)와 인도 힌두교 철학 6파의 학설을 주장하는 외(外)의 문답 형식으로 이루어져 있다. 각 품의 내용은 다음과 같다.
1. 사죄복품(捨罪福品) : 먼저 불교에서 말하는 죄와 복이 외도의 것보다 중함을 말하고, 그 다음으로 불교의 죄와 복의 이론도 세속제이므로 버려야 함을 설한다.
2. 파신품(破神品) : 불변하는 실체가 있다고 하는 견해를 논파한다. 삼키아 학파의 이슈바라나 니야야 학파의 비량을 통한 신의 존재 증명 등을 논파한다.
3. 파일품(破一品) : 존재와 개별과 실체가 동일하다는 바이셰시카 학파의 주장을 논파한다. 존재ㆍ개별ㆍ실체는 다 자체의 정해진 성질을 가지지 않으므로 어떠한 경우에도 병이라는 실체가 존재하지 않는다고 주장한다.
4. 파이품(破異品) : 존재와 개별과 실체가 서로 다른 것이더라도 병이라는 하나의 실체를 생각할 수 있다고 한 바이셰시카 학파의 견해를 논파한다. 그 세 가지가 서로 같거나 다르거나 어느 경우에도 실체는 없다고 주장한다.
5. 파정품(破情品) : 감관의 인식 작용 과정의 역할을 부정함으로써 감관의 실재성을 논파한다.
6. 파진품(破塵品) : 모든 것은 끊임없이 변하고 머무르지 않으므로 객관적 대상의 실재성을 말할 수 없다고 논파한다.
7. 파인중유과품(破因中有果品) : 바이셰시카 학파의 인중 유과설을 부정한다. 모든 것은 끊어지고 없어진다고 하거나, 항상 변하지 않는다고 하는 두 극단을 모두 경계하고 치우침이 없는 중도의 이치를 알아야 한다고 설한다.
8. 파인중무과품(破因中無果品) : 원인과 결과는 그 성질이 서로 다르며 원인 가운데 결과가 없어 원인은 진실하고 결과는 허망하다는 주장을 논파한다.
9. 파상품(破常品) : 공간, 시간, 방위, 미진(微塵), 열반 등이 영원하다는 바이셰시카 학파의 주장을 논파한다. 공간과 시간은 형상이 없음을 들어 깨뜨리고, 방위는 방향의 상대성을 들어 깨뜨린다. 미진은 형상이 있으므로 부분이 있고, 부분이 있으므로 무상하다고 설한다. 열반을 얻는다고 함은 세간의 말일 뿐이고, 열반은 지어진 법이므로 무상하다고 설한다.
10. 파공품(破空品) : 지금까지 모든 것을 논파하여 공을 설했지만 그 공에 집착해서는 안 된다고 주장한다. 공이 있다고 하는 것은 잘못이다. 사람들은 그릇된 생각으로 무엇인가 실재한다고 하기 때문에 그 집착을 깨뜨리기 위해 공이라고 할 뿐이다.

이 논은 삼키아 학파와 바이셰시카 학파의 학설을 많이 언급하고, 특히 《니야야 수트라》(Nyaya Sutra)의 본문을 언급하고 있어 3세기경 여러 인도 철학파의 형세, 특히 정리학파의 성립 시기에 대하여 중요한 자료를 제공하고 있다.